# 伊敷村

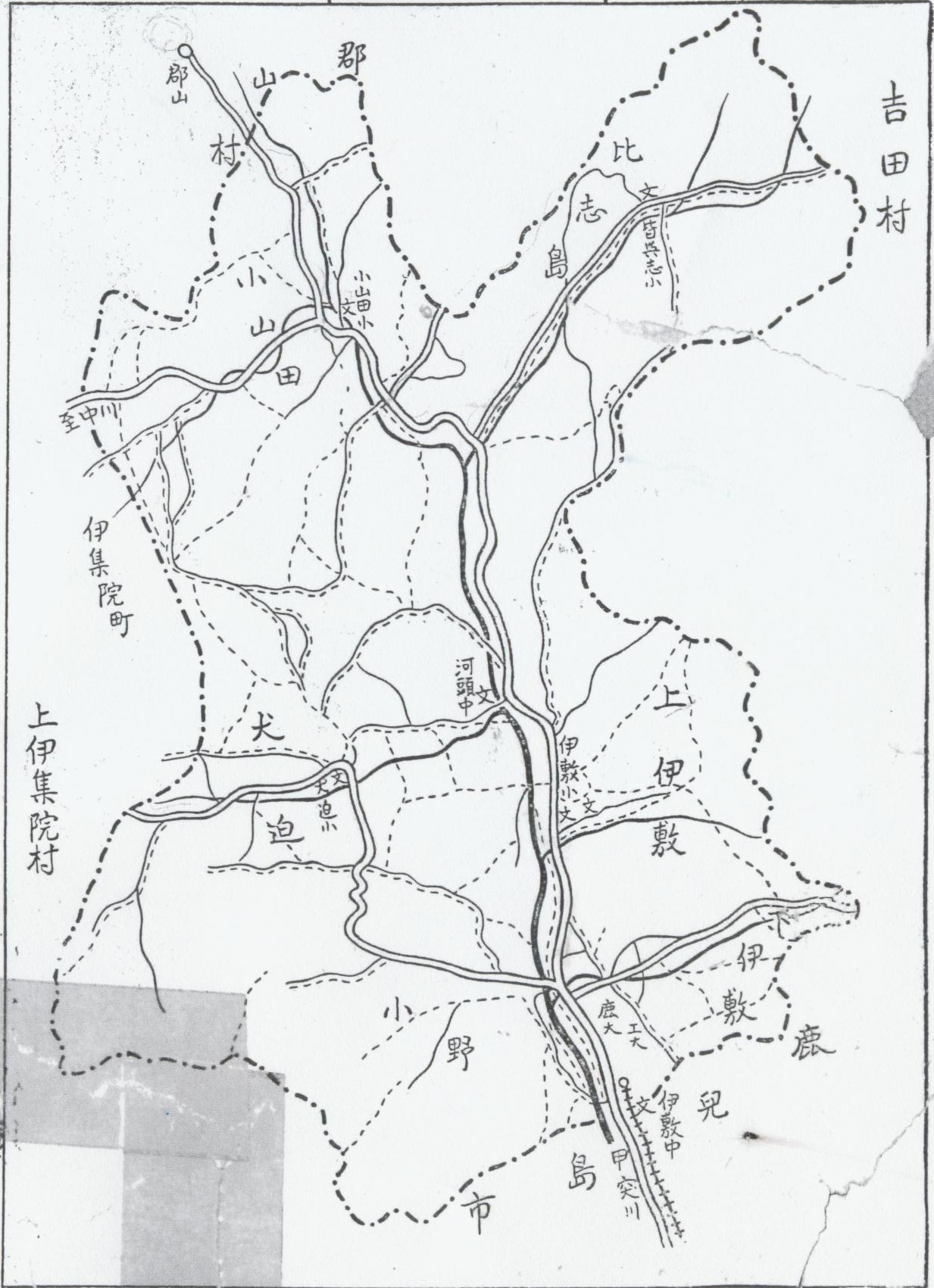
伊敷村の地図（1950年頃、伊敷村誌より）

伊敷村（いしきむら）は、鹿児島県中部にあった村。1950年10月1日に東桜島村とともに鹿児島市へ編入され自治体としては消滅した。平成の大合併以前の鹿児島市域の北西にあたる。

## 地理
伊敷村は鹿児島県中央部、鹿児島市の北方にあり、東経30度31分、北緯31度36分に位置している。村域は中央部を流れる甲突川がつくった沖積低地と山地からなっている。村役場は大字上伊敷（現在の伊敷）に置かれていた。

### 河川
- 甲突川
  - 川田川

### 大字
伊敷村は上伊敷、下伊敷、小野、永吉（1920年（大正9年）に鹿児島市に編入）、犬迫、小山田、比志島、皆房の8大字から構成されていた。
伊敷村域は現在の鹿児島市伊敷町、伊敷、下伊敷、伊敷台、千年、若葉町、小野町、小野、犬迫町、小山田町、皆与志町、永吉、明和、原良町、原良、草牟田町、草牟田、玉里町の全域および玉里団地、西伊敷、武岡、城山、城西の各一部に当たる。

## 歴史
- 1889年（明治22年）4月1日　- 町村制施行に伴い、鹿児島郡上伊敷村、下伊敷村、小野村、永吉村、犬迫村、小山田村、比志島村、皆房村の区域より鹿児島郡伊敷村が成立。
- 1911年（明治44年）9月30日 - 大字下伊敷字草牟田（草牟田）を鹿児島市に編入[2][3][4]。
- 1920年（大正9年）10月1日 - 大字下伊敷字紙屋谷（玉里[5]）および伊敷村大字永吉（永吉[5]、原良[5]）を鹿児島市に編入[6][7]。
- 1948年（昭和23年）3月7日 - 旧警察法の規定により伊敷村警察が設置される[8]。
- 1949年（昭和24年）
  - 3月27日 - 鹿児島市編入に関する住民投票が行われ、賛成多数で編入することが決定した[1]。
  - 6月3日 - 村内に昭和天皇の戦後巡幸。孤児収容施設（仁風寮）を視察[9]。
- 1950年（昭和25年）10月1日 - 鹿児島市へ編入（この際上伊敷は伊敷町と改称され、比志島と皆房は統合されて皆与志町となった[10][11]）[12]。

### 村名の由来
印色入日子命を祀る伊邇色神社（いにしきじんじゃ）の伊邇色が訛り、「伊敷」という地名になったとされる。

## 産業
産業としては農業が主であったが、石材加工を行う工場もあった。また、小山田に九州初の水力発電所である小山田発電所がある。

## 行政
- 村長：高附栄次郎（1947年4月8日 - 1950年9月1日）[16]

### 歴代村長
町村制施行以降の村長を記載する。表記は『伊敷村誌 村制六十周年記念』14頁に基づく。但し、旧字体については新字体に置換えるものとする。
| 代       | 氏名       | 就任期間                       |
| -------- | ---------- | ------------------------------ |
| 初代村長 | 川崎祐賢   | 1889年5月21日 - 1892年4月23日  |
| 二代村長 | 湯田静彦   | 1892年5月1日 - 1894年1月7日    |
| 三代村長 | 佐藤仲之丞 | 1894年1月18日 - 1898年1月7日   |
| 四代村長 | 床次金次   | 1898年1月18日 - 1919年1月17日  |
| 五代村長 | 川路與熊   | 1919年1月18日 - 1946年7月13日  |
| 六代村長 | 稲葉三次郎 | 1946年7月14日 - 1946年11月21日 |
| 七代村長 | 高附栄次郎 | 1947年4月8日 - 1950年9月1日    |

### 行政組織
「伊敷村誌」による行政組織は以下のとおりである。
- 村長
  - 助役
    - 総務課
      - 庶務係、戸籍係

    - 教育民政課
      - 教育係、厚生係、衛生係

    - 勧業課
      - 産業係、経済係、指導係

    - 財務係
      - 第一係、第二係

  - 収入役
    - 財務課会計係

### 出張所
伊敷村役場には以下の出張所が置かれていた。
- 上伊敷出張所
- 下伊敷出張所
- 小野出張所
- 犬迫出張所
- 小山田出張所
- 皆与志出張所
- 皆房出張所

### 警察
伊敷村は警察法施行令（昭和23年政令第51号）により旧警察法第40条に定める市及び市街的町村（人口5,000人以上の町村）に指定された。これにより伊敷村に自治体警察である伊敷村警察が置かれた。鹿児島市編入後は鹿児島市警察の管轄下となった。
- 伊敷村警察（大字下伊敷666番地） - 市町村公安委員会である伊敷村公安委員会の監督を受けた[8]。
  - 伊敷村警察署
    - 警務課
    - 刑事課
    - 警邏交通課

## 人口
以下の人口遷移表は『伊敷村誌 村制六十周年記念』の9頁の記述及び1950年のデータについては『鹿児島県市町村変遷史』の記述に基づく。
凡例
|  | 人口（人） |  | 世帯数（戸） |

| 1901年 | 16,546 |  |
| 1901年 | 2,778  |  |
| 1907年 | 17,727 |  |
| 1907年 | 3,292  |  |
| 1916年 | 20,059 |  |
| 1916年 | 3,347  |  |
| 1920年 | 16,428 |  |
| 1920年 | 3,289  |  |
| 1925年 | 16,860 |  |
| 1925年 | 3,289  |  |
| 1930年 | 17,652 |  |
| 1930年 | 3,448  |  |
| 1934年 | 17,377 |  |
| 1934年 | 3,289  |  |
| 1944年 | 18,523 |  |
| 1944年 | 3,778  |  |
| 1947年 | 15,394 |  |
| 1947年 | 5,202  |  |
| 1950年 | 24,939 |  |
| 1950年 | 5,021  |  |

## 教育
中学校
- 伊敷村立伊敷中学校（下伊敷）
- 伊敷村立河頭中学校（犬迫）
- 伊敷村青年師範学校付属中学校

小学校
- 伊敷村立伊敷小学校（上伊敷）
- 伊敷村立玉江小学校（小野）
- 伊敷村立小山田小学校(小山田）
- 伊敷村立犬迫小学校（犬迫）
- 伊敷村立皆与志小学校（比志島）

## 施設
1897年（明治30年）から1945年（昭和20年）まで第6師団歩兵第45連隊の連隊本部が現在の鹿児島県立短期大学の敷地に設置されていた。

### 郵便局
- 伊敷郵便局
- 河頭郵便局（後の鹿児島西郵便局）

### 刑務所
- 鹿児島刑務所

## 交通

### 道路
一級国道
- 国道3号

県道
- 小山田谷山線

### 鉄道
- 鹿児島市電気局鹿児島市電伊敷線
  - 伊敷電停（伊敷 - 上伊敷間は未開通）

## 伊敷村出身の著名人
- 川路利良（武士、初代大警視、陸軍少将）

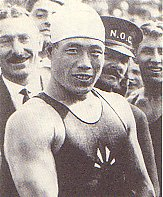
鶴田義行

- 高城俊男（作詞家、合併後に「鹿児島市民歌」を作詞）
- 鶴田義行（水泳選手、アムステルダムオリンピック・ロサンゼルスオリンピック金メダリスト）
- 米山恒治（衆議院議員、鹿児島県議会議長）[22]